# Amori, letti e tradimenti
Amori, letti e tradimenti è un film del 1976 diretto da Alfonso Brescia.

## Trama
Roma. Mordacchia, un industriale lombardo interessato a un fondo agricolo, è ostacolato nei suoi interessi dalla cocciutaggine di Baldo, un pastore che è anche il proprietario del suddetto terreno e che non intende cederlo per nessuna ragione. L'industriale è deciso a non darsi per vinto e tenta perciò di entrare nella psicologia di Baldo, intavolando con lui una trattativa. I due arrivano ad un compromesso: Baldo ha il permesso di venire a vivere nella lussuosa residenza di Mordacchia in cambio della cessione della sua proprietà.
Una volta entrato nella vita e nella casa dell'industriale, Baldo ottiene trattamenti di favore in cambio di incontri sessuali con Greta e Paola, rispettivamente moglie e figlia di Mordacchia, all'insaputa di quest'ultimo. La confidenza delle due donne darà a Baldo lo spunto per approfittare il più possibile della situazione e fare in modo che Mordacchia non possa più nuocere nei suoi confronti. Baldo rivela a Mordacchia di giocare spesso a scopa con il suo amico Bastiano, prevalendo sempre; in quanto appassionato del gioco Mordacchia tira subito fuori le carte, i due iniziano a giocare e Baldo vince sempre. Vittima del gioco, Mordacchia pone sul tavolo un'ingente quantità di milioni di lire in mazzette di banca e Baldo finisce per vincere tutti i beni dell'industriale.
Il terreno acquisito costa a Mordacchia l'intrusione di Baldo, ormai proprietario della villa e altri beni, come amante della moglie e della figlia ma soprattutto, per la vincita al gioco, come nuovo socio d'affari.